# کیت دافی
کیت دافی (به انگلیسی: Keith Duffy) (زاده ۱ اکتبر ۱۹۷۴) خوانندهٔ ایرلندی است.
او عضو گروه بوی‌زون است.